# Moe Barr
Thomas L. "Moe" Barr (Pittsburgh, Pensilvania; 19 de junio de 1944) es un exjugador de baloncesto estadounidense que disputó una temporada en la NBA. Con 1,93 metros de estatura, jugaba en la posición de base.

## Trayectoria deportiva

### Universidad
Jugó durante tres temporadas con los Dukes de la Universidad Duquesne, con los que consiguió 1.094 puntos.

### Profesional
Fichó como agente libre en 1970 por los Cincinnati Royals de la NBA, con los que disputó 31 partidos, en los que promedió 2,0 puntos y 0,9 asistencias.

## Estadísticas de su carrera en la NBA

### Temporada regular
| Temporada | Edad | Equipo            | Liga | Pos. | P  | TIT | MIN | TC  | TCA | %TC  | 3P | 3PA | %3P | TL  | TLA | %TL  | R.OF. | R.DEF. | REB | ASIS | ROB | TAP | PER | FP  | PTS |
| 1970-71   | 26   | Cincinnati Royals | NBA  |      | 31 |     | 4.7 | 0.8 | 2.0 | .403 |    |     |     | 0.4 | 0.4 | .846 |       |        | 0.6 | 0.9  |     |     |     | 0.9 | 2.0 |
| Total     |      |                   | NBA  |      | 31 |     | 4.7 | 0.8 | 2.0 | .403 |    |     |     | 0.4 | 0.4 | .846 |       |        | 0.6 | 0.9  |     |     |     | 0.9 | 2.0 |